# Aritmética da Emília
Aritmética da Emília é um livro infantil escrito por Monteiro Lobato, lançado primeiramente sob o título Arimética da Emília e publicado em 1935.
Na história, Monteiro Lobato consegue transformar uma matéria tão árida como a Aritmética em uma linda brincadeira no pomar, onde o quadro-negro em que faziam contas era o couro do  Quindim.
Neste livro, as crianças aprendem sobre números decimais, frações, como transformar frações em números decimais, soma, subtração, multiplicação de números decimais, frações e números mistos e comuns. Aprendem também sobre o mínimo múltiplo comum, números romanos, quantidades, dinheiros antigos e de outros países, de onde vieram os números 1, 2, 3..., números complexos como raiz quadrada, entre outros.
É um livro indicado para crianças entre o 4° e o 6º ano escolar.

## Capítulos
1. A ideia do Visconde
2. Os artistas da aritmética
3. Mais artistas da aritmética
4. Manobras dos números
5. Acrobacias dos artistas arábicos
6. A primeira reinação
7. A segunda reinação
8. A terceira reinação
9. Quindim e Emília
10. A reinação da igualdade
11. As frações
12. Mínimo múltiplo
13. Somar frações
14. Subtrair frações
15. Multiplicar frações
16. Dividir frações
17. Os decimais
18. As medidas
19. Números complexos